# Vanessa Lengies

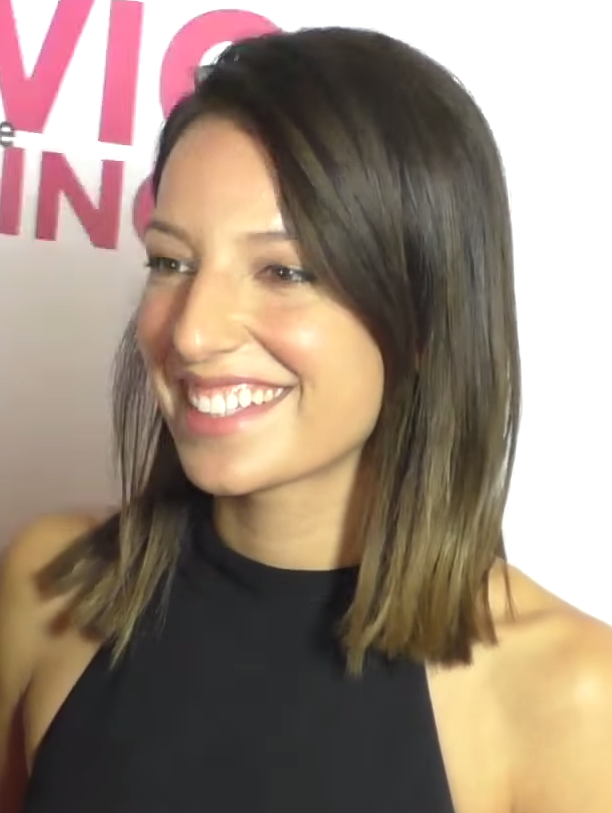
Vanessa Lengies, 2016

Vanessa Lynne-Marie Lengies (* 21. Juli 1985 in Montreal, Québec) ist eine kanadische Schauspielerin.

## Leben und Wirken
Die Tochter eines Deutschen und einer Ägypterin wuchs in der Nähe von Québec auf. Bereits als Zehnjährige stand Vanessa Lengies vor der Kamera und wirkte seit der Jahrtausendwende regelmäßig in Fernseh- und Kinoproduktionen mit.
Vanessa Lengies, die heute im Großraum Los Angeles lebt, spricht neben Englisch auch Französisch und Arabisch.

## Filmografie (Auswahl)
- 1999–2000: Grusel, Grauen, Gänsehaut (Are You Afraid of the Dark?, Fernsehserie, 26 Episoden)
- 2000: Ratz
- 2002–2005: American Dreams (Fernsehserie, 61 Episoden)
- 2005: The Perfect Man
- 2005: AbServiert (Waiting…)
- 2006: Ghost Whisperer – Stimmen aus dem Jenseits (Ghost Whisperer, Fernsehserie, Episode: Ihr letzter Tanz, The Vanishing)
- 2006: The Substance of Things Hoped For
- 2006: Monarch Cove (Fernsehserie, 14 Episoden)
- 2006: Rebell in Turnschuhen (Stick It)
- 2007: Moonlight (Fernsehserie, Episode 1x04)
- 2008: My Suicide
- 2008: Still Waiting…
- 2008: Extreme Movie
- 2008: Foreign Exchange
- 2009–2011: Hawthorne (Fernsehserie, 29 Episoden)
- 2010: Rules of Engagement (Fernsehserie, Episode 5x11)
- 2011: Castle (Fernsehserie, Episode 3x12)
- 2011: CSI: Miami (Fernsehserie, Episode 9x06)
- 2011–2013, 2015: Glee (Fernsehserie, 26 Episoden)
- 2012–2013: MyMusic (Fernsehserie, 7 Episoden)
- 2014: Llama Cop (Fernsehserie, 2 Episoden)
- 2014: Mixology (Fernsehserie, 13 Episoden)
- 2015: Der ganz normale Studentenwahnsinn (Resident Advisors, Fernsehserie, 4 Episoden)
- 2015: We Are Your Friends
- 2016: Second Chance (Fernsehserie, 11 Episoden)
- 2016: Happy Birthday
- 2016–2017: Lego Star Wars: Die Abenteuer der Freemaker (Fernsehserie, 26 Episoden, Stimme)
- 2019: I’d Like to Be Alone Now
- 2019: Married Young
- 2019: The Naughty List (Fernsehfilm)
- 2020: Heart of the Holidays (Fernsehfilm)
- 2021: Scott & Huutsch (Turner & Hooch, Fernsehserie, 12 Episoden)
- 2022: Christmas in Toyland (Fernsehfilm)
- 2023: True Lies (Fernsehserie)
- 2023: Take Me Back for Christmas (Fernsehfilm)
- 2024: Sweet Summer Love

## Auszeichnungen
- 2000 – Nominiert für den Young Artist Award für ihre Rolle in Ratz
- 2004 – Nominiert für den Teen Choice Award für ihre Rolle in American Dreams